# Pietro de' Natali
Pietro de’ Natali, Pietro Nadal ou Pietro Ungarello di Marco de' Natali, en latin Petrus de Natalibus, né vers 1330 à Venise et mort avant le 8 mars 1406, est un évêque italien, auteur d'ouvrages hagiographiques.

## Biographie
Pietro de’ Natali est issu d’une famille patricienne de Venise, ancienne mais peu aisée. Il contribue à la subsistance de sa famille en exerçant des activités de secrétaire et d'administrateur (advocator Curie nobilium en 1341, pesator ad monetam en 1343, collecteur des droits sur les marchandises et les contrats - en remplacement de son père - en 1348), tout en recevant une éducation soignée. Son frère Giovanni Girolamo travaille à la chancellerie du doge Andrea Dandolo.
Il choisit la carrière ecclésiastique et occupe à partir de 1348 différentes fonctions ecclésiastiques dans des églises vénitiennes. En 1367, il tente en vain d'obtenir l'évêché de Torcello, en 1368 l'archevêché de Candia. En 1370, il est nommé évêque d'Equilio (it).
Un seul épisode de son épiscopat est connu : le 2 mai 1382, le Sénat de Venise est informé par le patriarche de Grado, dont dépendait Equilio, que Natali s'était introduit dans un monastère de femmes à Venise, caché dans un coffre, et que, appelé à se disculper devant le Saint-Siège, il entendait jeter le doute sur la fiabilité du patriarche. La sentence est favorable à Natali qui, en 1400, est encore titulaire du siège d'Equilio.
La mort de Natali peut être datée de peu avant le 8 mars 1406, jour de l'élection de son successeur à l'évêché d'Equilio, d'Angelo Scardoni.

## Œuvres
Le principal ouvrage de Pietro de' Natali est son Catalogus sanctorum et gestorum eorum, écrit du 11 juin 1369 au 26 mai 1372, d'après ses propres dires ; il s'agit d'une encyclopédie des saints en douze livres (allusion aux douze apôtres) qui contient 1589 courtes hagiographies. Grâce à son universalité et à la concision des entrées individuelles, le Catalogus a connu le succès. Il est imprimé pour la première fois à Vicence en 1493 par Henricus de Sancto Ursio et Rigo di ca’ Zeno ; Antonio Verlo en est l'éditeur scientifique,. L'ouvrage fait l'objet de plusieurs éditions en latin au XVIe siècle en Italie et en France ; une édition en français, Cathalogue des sainctz et sainctes nouvellement translaté de latin en françois, est publiée à Paris en 2 volumes par Galliot du Pré en 1524. Mais à partir du XVIIe siècle, notamment avec le bollandiste Daniel van Papenbroeck, il a été considéré comme dépourvu de valeur historiographique. « Natali a fait entrer dans cette compilation tous les personnages de l’Ancien et du Nouveau Testament, les écrivains ecclésiastiques, les empereurs qui passent pour avoir favorisé le Christianisme, et même jusqu’à Roland et Olivier, deux héros qui se trouvent beaucoup mieux placés dans la célèbre épopée de l’Arioste que dans un catalogue de saints. On voit que sous le rapport de la critique, Natali n’était pas plus avancé que ses contemporains ; cependant Apostolo Zeno met le Catalogue des saints fort au-dessus de la Légende dorée de Voragine, et pense que cet ouvrage, utilement consulté par les biographes modernes, peut continuer de fournir de précieux renseignements ». 
Un poème en latin Poëma de pace inter Alexandrum III et Fridericum Iimperatorem anno 1177 Venetiis habita lui est attribué, daté de 1379-1382.